# Casa Bonita (episodio de South Park)
«Casa Bonita» es el undécimo episodio de la séptima temporada de la serie animada South Park, y el episodio Nº 107 en general, escrito y dirigido por el cocreador de la serie Trey Parker. El episodio se estrenó originalmente en Comedy Central el 12 de noviembre de 2003 en Estados Unidos y lanzado en DVD con el nombre South Park: The Hits DVD, cuyo contenido son los 10 episodios preferidos de Trey Parker, en este episodio, Eric Cartman se vuelve loco por ir al restaurante mexicano «Casa Bonita».

## Trama
Kyle anuncia a sus amigos que mañana será su cumpleaños y su madre Sheila prometió llevar a "Casa Bonita" con tres de sus amigos (Stan, Kenny y...), Eric Cartman al enterarse no pudo ocultar su emoción de poder estar en el restaurante siendo negado por Kyle, quien prefirió invitar a Butters, en torno de que Eric siempre ha sido un mal amigo, como consecuencia, Eric se molesta e insulta de manera antisemita, por más que pidió perdón por lo que dijo, Kyle insiste en no invitarlo y Eric maldice airadamente antes de salir. Luego en su casa, tuvo un sueño de querer estar en Casa Bonita, pero sabía de que no estaba invitado, entonces buscará una manera de ser amable con las personas, para ello pide ayuda a Jimmy Valmer, al ver que Kyle pasaba por su vista, Eric agrede a Jimmy fingiendo defender a Kyle por decir que tuvo sexo con su madre, sin embargo, Kyle aún no logra convencer invitarlo, Eric toma un enfoque más diplomático, indicando que él entiende la decisión de Kyle, pero desea seguir siendo amigos. Kyle guardó rencor de sus palabras y mencionó que si Butters por alguna razón no pueda asistir, pues Eric tomará su lugar, es donde ahí buscará una manera de deshacerse de Butters.
El sábado en la madrugada, Eric invita a Butters en su casa a observar por el telescopio un meteorito del tamaño de Wyoming con dirección hacia la tierra, lo que en realidad es una piedra mediana sujetada de un cordel por Eric para creer que es un meteorito de verdad, luego ambos buscan un refugio para salvarse de ser arrollados por el meteorito, el refugio se encuentra en el patio de su vecino Jimbo, la intención de Eric es encerrar a Butters dentro del refugio que contiene alimentos y agua para sobrevivir después de una catástrofe, y así poder tomar su lugar y asistir a "Casa Bonita", después visita a la casa de Kyle a entregar su regalo de cumpleaños y es ahí donde Kyle acepta que Eric también los acompañe, antes de salir, los padres de Butters sumamente preocupados preguntan por el paradero de su hijo, Kyle y sus amigos deciden buscar a Butters y postergar el viaje para el próximo sábado, la policía del condado Park también fueron alertados de la desaparición de Butters comunicando a la ciudadanía para ayudar a encontrarlo. Eric como siempre buscando ideas perversas, encuentra la manera para que Butters permanezca una semana dentro del refugio, Eric finge estar herido por el supuesto meteorito que impactó a la ciudad, y menciona que los cuerpos de las personas se evaporaron, Butters intenta a asomarse y Eric le aconseja que si él sale será contagiado por la radiación tóxica, entonces Butters decide permanecer en el refugio por el lapso de una semana hasta que la radiación tóxica disminuya. La policía comunicó un agradecimiento a las personas que hicieron el intento de buscar al niño en tres días corridos, también comunicó que sería ideal buscar en pozos, tuberías y refugios, es ahí donde Eric se mete en aprietos y rápidamente va al refugio donde se encuentra Butters y le dijo que los supuestos caníbales van a devorarlo, para evitar que suceda, Eric colocó una caja de cartón sobre la cabeza de Butters para proteger de la radiación tóxica y lo lleva hacia una gasolinera para esconderlo dentro de un refrigerador desecho y obliga a Butters permanecer 4 días ahí dentro, el refrigerador fue llevado al basurero de la ciudad en un camión recolector de basura, Butters salió de la nevera y observó la catástrofe que ocasionó el meteorito (en realidad son desechos en el basurero del condado Park), se había lamentado mucho que decidió limpiar y reformar la civilización, la empleada del sitio no entiende como él llegó hasta el basurero, e indicó que la ciudad está sana y salva, Butters usó un teléfono para comunicarse con sus padres sobre su estado.
Mientras tanto, Kyle y sus amigos, se dirigieron a Casa Bonita sin importar el paradero de Butters, una vez que llegaron al punto, Sheila recibió una llamada telefónica de la policía, se enteró de que habían encontrado a Butters señalando a Cartman como el culpable de la desaparición, la patrulla policial se movilizó hasta Casa Bonita para su captura, por lo que podríamos decir que el plan de Eric terminó siendo un rotundo fracaso, entonces Eric se sale de control y va al restaurante de manera alocada hasta encontrarse con los uniformados y para evitar la captura, se lanza desde una cascada del restaurante, un oficial confirma que Eric pasará detenido una semana, y preguntó que aterrorizar la ciudad y perder a sus amigos vale la pena, Eric responde: "totalmente".